# 裁判所

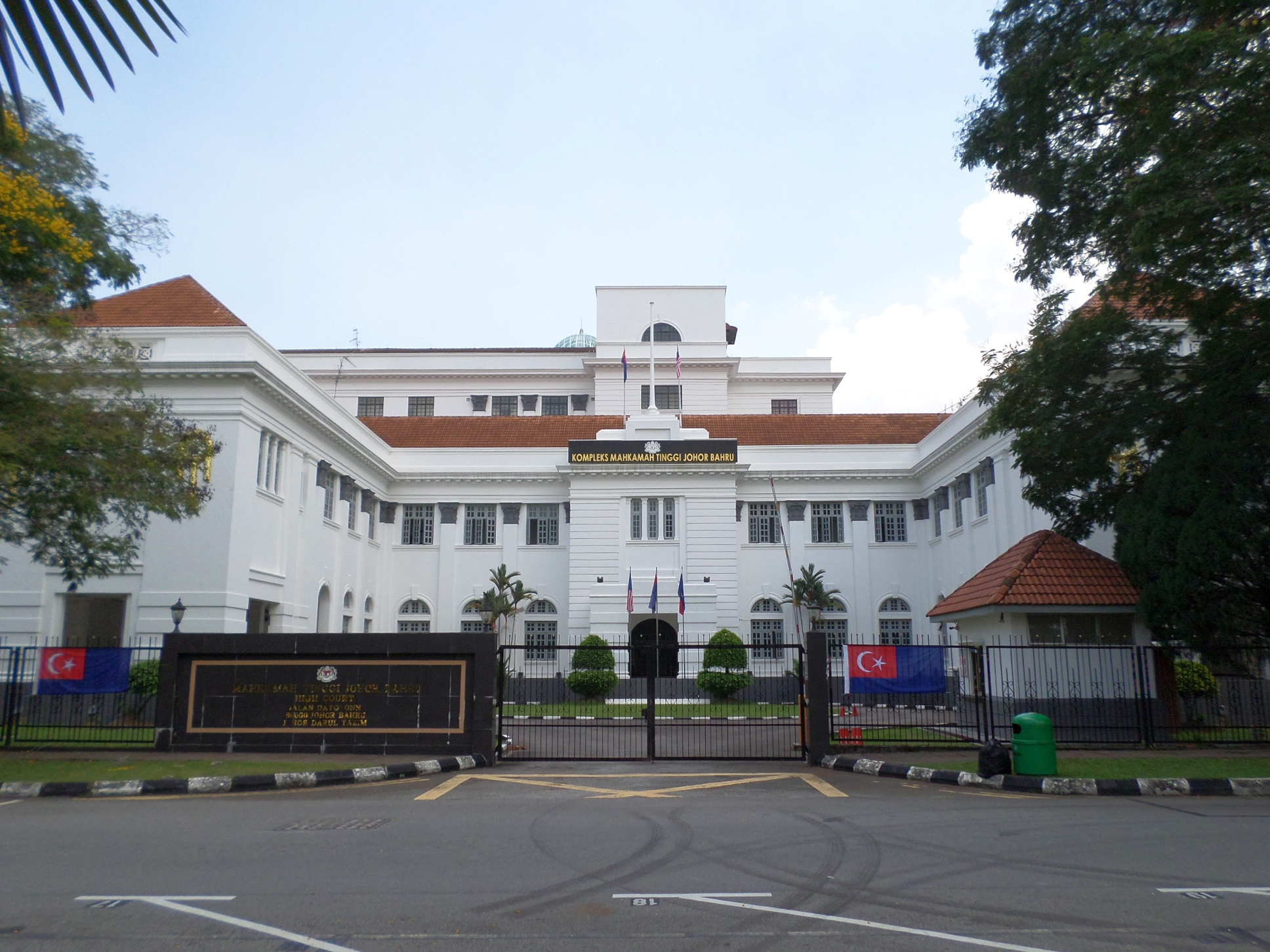
裁判所

裁判所（、英: court）は、裁判官によって構成され司法権を行使する国家機関、及びその庁舎を指す。

## 名称
日本語の「裁判所」は、1890年に公布された裁判所構成法（明治23年法律第6号）から一般的な呼称になった。漢字文化圏である中華人民共和国や大韓民国では法院と称される。

## 概念
「裁判所」には司法行政上の官署としての裁判所、司法行政上の官庁としての裁判所、裁判機関としての裁判所の3つの意味があり、前二者をまとめて国法上の意味の裁判所ともいう。

### 国法上の意味の裁判所
官署ないし官庁としての裁判所を国法上の意味の裁判所という。
- 官署としての裁判所
官署としての裁判所とは裁判官を中心として裁判所職員やその設備の全体を含む意味での裁判所をいう[2]。
- 官庁としての裁判所
官庁としての裁判所とは司法行政上の国家意思を決定しこれを表示する国家機関をいう[2]。

### 裁判機関としての裁判所
実際にある個別的・具体的な争訟（訴訟）を審理する裁判体。裁判機関としての裁判所は当該裁判所の裁判官により構成される。

## 各国の裁判所

### 日本の裁判所
現在の日本国憲法においては、日本国憲法第76条により「すべて司法権は、最高裁判所及び法律の定めるところにより設置する下級裁判所に属する。」とする。裁判所は、最高裁判所・高等裁判所・地方裁判所・家庭裁判所・簡易裁判所が設置されている。
また特別裁判所は、設置することができないとされており、特別な場合として日本国憲法第64条の規定に基づき、罷免の訴追を受けた裁判官を裁判するために国会に弾劾裁判所が設置されている。
旧大日本帝国憲法においては、大日本帝国憲法第57条に規定され、大審院、控訴院、地方裁判所、区裁判所が設置されていた。また特別裁判所として、軍法会議、皇室裁判所、行政裁判所が設置されていた。

### アメリカ合衆国の裁判所
アメリカ合衆国では連邦制がとられており、連邦と州の二重の司法制度を有している。アメリカ合衆国憲法修正第10条は「本憲法によって合衆国に委任されず、また州に対して禁止されなかった権限は、それぞれの州または人民に留保される」としており、州裁判所は連邦裁判所から独立して管轄権を行使する。
- 連邦裁判所

- 連邦最高裁判所（Supreme Court）
連邦最高裁判所はアメリカ合衆国の司法制度の頂点にある最上級裁判所である[4]。連邦及び州の裁判所からの最終上訴裁判所であるが、通常、憲法上の重大な新しい問題が提起されている場合と控訴裁判所間の判決が矛盾を生じている場合にのみ上訴が認められる[4]。このほか複数の州の間の争いのように、自らが第一審裁判管轄権を有する場合や専属管轄権を有する場合の訴訟も扱う[4]。
- 連邦巡回控訴裁判所（Court of Appeals）
連邦地方裁判所の判決の審理、連邦地方裁判所の中間命令の審理、行政機関の決定の審理を管轄している[4]。米国には自動的上訴の制度がないため多くの争いの事実上の最終審となっている[4]。
- 連邦地方裁判所（英語版）（District Court）
米国における事実審裁判所であり、通常はここから訴訟が開始される[4]。連邦議会の制定法により、州法に関する争いのうち当事者間に州籍の違いがあり最低訴額の要件が満たされている場合、連邦法に関する争点が存在する場合の2種類について管轄権を有する[4]。
- 特別裁判所
連邦議会は連邦請求裁判所など特定の種類の訴訟を扱う特別な連邦下級裁判所を創設している[5]。

- 州裁判所

州によって州裁判所の種類や数は異なっている。典型的には、最上級裁判所を頂点に、中間上訴裁判所、一般管轄裁判所（事実審裁判所）で構成されることが多い。

### フランスの裁判所
フランスにある裁判所の基本的な特徴は、司法権に属する司法裁判所のほかに、行政権に属する行政裁判所の二つの類型を有するところにある。

### オーストラリアの裁判所
オーストラリアでは憲法（1901年制定）によって連邦政府と諸州からなる連邦制度が確立された。
連邦と州のそれぞれで立法、 行政、司法の三権に分かれており、連邦の法律と州、準州、特別地域の法律とが矛盾しているときは連邦の法律が優先する。
連邦と各州の司法機関は独立して法の解釈と適用を行っている。
- 連邦裁判所

オーストラリア連邦高等裁判所 (High Court of Australia)
オーストラリア連邦高等裁判所は、法律の合憲性など連邦にとって特に重要な事件に対する判決を下し、連邦、州、準州、特別地域からさらに上訴のあった事件を審理する。オーストラリア連邦高等裁判所は、首席裁判官 (Chief Justice) と6人の判事で組織され、審理は単独または合同で行う。連邦と州のどちらの裁判権に属するものでも上告できる最上級の裁判所である。
オーストラリア連邦裁判所 (Federal Court of Australia)
オーストラリア連邦裁判所は、連邦の法律や一部略式の刑事事件から発生したほぼすべての民事事件を扱う。オーストラリア連邦裁判所は、連邦裁判所や連邦微罪裁判所（家族法に関係のない事件）で一人制の法廷での判決や、州や準州、特別地域などの法廷の一部の判決に対して上告があった事件を管轄する。
オーストラリア家庭裁判所 (Family Court of Australia)
オーストラリア家庭裁判所は、家族法に関する事件の上級裁判所である。家族法を扱う専門の判事や職員が紛争解決の援助を行う。国際的な子の奪取の民事上の側面に関する条約（国際的児童誘拐に関するハーグ条約）などに関する事件も扱っている。
オーストラリア連邦微罪（下級）裁判所 (Federal Magistrates Court of Australia)
オーストラリア連邦微罪（下級）裁判所は、1999年に連邦議会によって設立された裁判所で、主に家庭裁判所や連邦裁判所の扱う事件に関する下級裁判所である。
- 州・準州・特別地域の裁判所

オーストラリアでは州法等に関する裁判を行うため州や準州、特別地域のそれぞれに司法権があり独立した裁判所の制度がある。この法廷では各区域内で発生する大半の刑事事件が処理される。また、連邦法に関する事件でも一部は連邦議会から委譲されており司法権がある。
すべての州や準州には州や準州レベルでの最高裁判所が設置されており、一部の州には刑事事件の上告法廷が設置がされている。これらの下級裁判所として地方裁判所や郡裁判所が設置されている。また特に軽微な犯罪に関しては、治安判事が裁判を行う地方あるいは治安判事法廷（または微罪法廷）という下級法廷で扱われている。
- 行政控訴裁判所

行政控訴裁判所は、連邦政府司法長官が管轄する独立の機関で広範な行政決定に対する真価の再評価を行う。行政控訴裁判所は400を超える法律や立法文書に基づいて行政機関が行った決定について再検討を行う司法権を有する。